# ایغدمیر (احسانیه)
ایغدمیر (به ترکی استانبولی: İğdemir) یک منطقهٔ مسکونی در ترکیه است که در احسانیه واقع شده‌است.